# 95e régiment de sécurité (Allemagne)
Le Sicherungs-Regiment 95 (95e régiment de sécurité) était un régiment des Sicherungstruppen allemandes destiné à la protection des ouvrages d'arts puis à la répression et à l'anéantissement des maquisards, limousins en particulier et qui sévit dans la région de mars-avril à août 1944.

## Création et différentes dénominations
Le Landesschützen-Regimentsstab z.b.V 95 est créé le 18 septembre 1940 à Erfurt. Il est immédiatement renommé 93e Landesschützen-Regiment, qui vient d’être dissous, et dépend de la 409e division zbV.
Durant l’hiver 1940-1941, le régiment reprend son numéro initial Landesschützen-Regimentsstab 95.
Le 15 février 1943 le 95e Landesschützen-Regiment devient le 95e Sicherungs-Regiment (95e régiment de sécurité) pour devenir en 1944 le Sicherungs-Regiment Dijon.

## Historique
Créé le 18 septembre 1940 à Erfurt, le régiment est immédiatement renommé 93e Landesschützen-Regiment et dépend de la 409e division zbV.
Durant l’hiver 1940-1941, le régiment reprend son numéro initial et est rattaché au 19e corps d'armée, le groupe de Guderian, et stationne en Allemagne dans la région de l’Eifel, puis progresse durant la campagne de France dans la région de la Meuse, puis à Dunkerque avant d’être attaché au commandement militaire en France dans la 1re division zbV.
Le 12 mars 1942 le 95e est rattaché à l'arrondissement d'administration militaire C dans le Nord-Est de la France et l’état-major s’installe à Vesoul.
Le 15 février 1943 le 95e Landesschützen-Regiment devient le 95e Sicherungs-Regiment chargé de la protection de Dijon et de ses environs. L’état–major s’installe alors dans la capitale du duché de Bourgogne. Le régiment est alors composé de 4 bataillons à 3 compagnies.
Du 7 août 1943 au 23 août 1943 les 2e et 4e bataillons sont mis à la disposition du Sicherungs-Regiment Böhmer. Le 4e régiment restera rattaché jusqu’au 14 décembre 1943. Le reste du régiment dépend dès le 7 août 1943 de la 19e armée. L’état major stationne à Marseille, le 1er bataillon à Dijon, le 2e bataillon à Nevers, le 3e bataillon à Besançon.
Le 22 avril 1944, le Generalleutnant Fritz von Brodowski qui commanda le HVS 588, décida que les 1er et 2e bataillons seraient affectés à des services de garde. Le 3e et 4e bataillons seraient engagés dans la lutte contre les maquisards en Dordogne et en Corrèze.
Composition du 95e régiment de sécurité le 29 avril 1944: 
- Ier bataillon: 2e et 3e compagnies vers Clermont-Ferrand
- IIe bataillon: 4e compagnie à Perigueux, 5e compagnie à Limoges, 6e compagnie à Châteauroux
- IIIe bataillon (Hauptmann Reichmann): 7e compagnie (Oberleutnant Hahn) à Mussidan, 8e compagnie (Hauptmann Schneider) à Eymat, 9e compagnie à Périgueux, 13e compagnie (Oberleutnant Teumer) à Bergerac
- IVe Bataillon (Major Kranich): 10e compagnie à Tulle, 11e compagnie (Oberleutnant Gross) à Ussel, 12e compagnie (Hauptmann Deck) à Mauriac, 15e compagnie (Oberleutnant Streckebach) à Egletons 
Le 11 mai 1944, une nouvelle répartition est décidée. Cela concernera seulement les IIIe et IVe bataillons. Ainsi, le IIIe bataillon ira en Corrèze où son Stab avec la 8e et la 13e compagnie s'installeront à Tulle. La 7e compagnie occupera quant à elle Ussel. Le IVe bataillon s'installera dans le Cantal. Son Stab avec la 10e et 15e compagnie cantonneront à Aurillac et la 11e compagnie à Saint-Flour. La 12e compagnie restera provisoirement à Mauriac avant de rejoindre Saint-Flour dans le cadre des combats du Mont-Mouchet.Cette disposition restera telle quelle jusqu'au 10 juin 1944.

Cette troupe est assez disparate. Elle est composée de très jeunes recrues mais également de vétérans chevronnés et de Polonais. Le régiment est armé avec du matériel français de prise. Il n'est pas motorisé ce qui limitera ses capacités d'intervention. Son rôle est de maintenir la sécurité des communications et de servir, éventuellement, de point d'appui pour les opérations contre le maquis.
Après la retraite de l’armée allemande de la France, le régiment est dissous, en décembre 1944.

## 95erégimentde sécurité en Auvergne
En 1944, deux bataillons du 95e régiment de sécurité se trouvaient en Auvergne. Comme cité plus haut, le Ier bataillon composé de la 2e et 3e compagnies était localisé autour de Clermont-Ferrand. Le IVe bataillon composé de la 10e, 11e, 12e et 15e compagnies était présent dans le département du Cantal.
Lors de la mise en place du dispositif d'attaque vers le Mont Mouchet, deux compagnies reçoivent l'ordre d'intégrer le Kampfgruppe Enns qui attaquera depuis Saint Flour. En effet, la 11e compagnie (composée de 160 hommes) est présente dans le groupe de combat E et la 12e compagnie dans le groupe de combat F. 
Le 6 juin 1944, le Hauptmann Deck (commandant de la 12e compagnie) quitta donc la ville de Mauriac avec ses hommes pour effectuer le bouclage du secteur de Neussarges. La 12e compagnie arriva à Saint Flour le 9 juin au soir ou le 10 juin au matin avant le déclenchement de l'opération. Etant l'officier le plus gradé du régiment, Deck prend également le commandement de la 11e compagnie. 
Les 11e et 12e compagnies (330 hommes) ne seront pas engagées lors de l'attaque du 10 juin 1944. Seulement au deuxième jour où leur mission se limitera à un rôle de bouclage et d'arrière-garde. 
Le 17 juin 1944, une partie de la 10e et 15e compagnies du 95e régiment de sécurité partent d'Aurillac pour remonter la vallée de la Jordanne. Ils sont accompagnés de Feldgendarmes et de GMR. En effet, quelques jours auparavant ils sont mis au courant de la présence d'un maquis aux environs de Mandailles-Saint-Julien. La colonne arriva à Saint-Julien-de-Jordanne peu après 18 heures où elle est attaquée par un groupe de maquisards. Au cours de cet accrochage, trois maquisards furent tués et trois autres capturés dont 2 membres de l’AS de Riom. Elle arrivera à Mandailles-Saint-Julien tard dans la soirée où elle anéantira un camp de FTPF. Les maquisards s'étant repliés dans la montagne en abandonnant une vingtaine de véhicules, des armes et des vivres. 8 maquisards sont tués lors de cette attaque. Parmi eux se trouvent les 3 prisonniers qui seront exécutés sur ordre du Hauptmann Deck dans l'après-midi du 18 juin 1944 après plusieurs interrogatoires. 
Le 20 juin 1944, la 12e compagnie participe aux combats dans le réduit de la Truyère. Dépendant du Kampfgruppe Coelle, elle attaque le réduit depuis le nord-est (de Garabit à Faverolles) où elle se heurte, dans les gorges du Bès, au groupe Revanche et à la 12e compagnie de FFI. 
Du 7 août au 13 août 1944, le 95e régiment de sécurité sera engagé lors de la bataille du Lioran. En effet, la 10e et 15e compagnies reçoivent l'ordre d'évacuer Aurillac pour se rendre sur Clermont-Ferrand. La colonne subira plusieurs embuscades de la part des FFI notamment sur la route nationale 122 sur la commune de Laveissière. Le bilan des pertes s'élève à 8 morts côté allemand dont l'Oberleutnant Streckebach commandant la 15e compagnie du IVe bataillon. 

## 95erégimentde sécurité en Corrèze
En mai 1944, le 95e régiment de sécurité était commandé par le colonel Heinrich Böhmer (officier supérieur de la Wehrmacht, qui avait adhéré au complot du 20 juillet contre Hitler et qui depuis le débarquement avait compris la chute du Reich. C’est pour cela qu’il acceptera des pourparlers pour la reddition des villes de Brive et Tulle.
Le 95e régiment de sécurité est composé de 4 bataillons et de 15 compagnies réparties dans les départements de la Corrèze, de la Haute-Vienne, du Puy-de-Dôme et du Cantal.
Son rôle est essentiellement d’assurer le maintien de l’ordre et de la répression contre le Maquis en occupant les garnisons de Brive, Tulle et Ussel.
Depuis sa création, le régiment était réservé à la protection des ouvrages d’arts, composé pour cette affectation d’hommes inaptes au service de la zone armée, troupe disparate faite de vieilles classes, Polonais, mais aussi jeunes recrues.
Dirigé sur Sète, il y fut renforcé, en avril 1944, de 2 bataillons revenant du front russe comprenant des prisonniers de l’armée russe du général Vlassov, les Ost-Légions qui étaient composées de Géorgiens, Ukrainiens, Tartares, Azerbaïdjanais… Ainsi composé le 95e régiment est envoyé en Limousin pour des fonctions de maintien de l’ordre et de la répression contre le Maquis.
Ces troupes étaient toutefois mal ravitaillées, démoralisées et les hommes faisaient un complexe de crainte, constatant que la situation était pour eux sans issue et avaient la conviction que le maquis voulait les tuer tous.
Il n’en est pas moins vrai que lorsque les troupes étaient envoyées en patrouille et tombaient sur des embuscades, elles vendaient chèrement leur peau, mais leurs sorties furent relativement rares.
Le 16 février 1944, se régiment venu de Limoges, renforcer de la Gestapo donna l'assaut à un refuge de réfractaires au STO installé par l'armée secrète au Pont Lasveyras 34 réfractaires sont exécutées et 13 furent déportés.
Le 3e bataillon sous les ordres du capitaine Franz Reichmann, se rendit responsable du meurtre de dix-huit gardes-voies. Dix membres du bataillon sont jugés à Bordeaux le 29 mars 1949. Les trois officiers inculpés sont condamnés à quinze (Franz Reichmann, Willi Schlewski) ou dix (Jean Retzer) ans de travaux forcés ; quatre inculpés sont reconnus coupables mais libérés sous l'excuse absolutrice d'avoir agi sur ordre et trois sont acquittés. Schlewski et Retzer sont libérés le 18 septembre 1952 et Reichmann le 25 janvier 1953
En juin 1944, Tulle était occupée par le 3e bataillon du 95e régiment de sécurité fort de 289 à 700 hommes, suppléé par 600 à 700 hommes des GMR et de la Milice française.

Le 7 juin 1944, les maquis FTP de Corrèze, dirigés par Jacques Chapou, attaque la ville de Tulle. Les résistants disposent de 1 350 combattants, dont 450 ne participent pas au déclenchement de l'opération et de 1 350 hommes en soutien. Pour Jean-Jacques Fouché & Gilbert Beaubatie, les forces en présence s'élèvent à un peu plus de trois cents hommes du côté allemand, l'attaque étant lancée par quatre cents FTP, qui sont rejoints ensuite par cent-vingt combattants supplémentaires en milieu d'après-midi le 7 et le 8 au matin. Le 7 juin en début de soirée Tulle est libérée par la résistance. Vers 21 heures, les premiers chars de la 2e division blindée SS Das Reich arrivent à Tulle par trois axes de pénétration, prenant les maquisards par surprise et libérant ainsi les troupes retranchées dans la manufacture d'armes et dans l'école de Souilhac. 
Le 29 juillet 1944, dans le village du Perrier de Beynat, un groupe de maquisard tombe dans une embuscade tendue par une compagnie motorisée du 95e régiment de sécurité allemande.
Après la reddition, les effectifs relevés furent les suivants :
- Brive
  - 17 officiers dont le colonel Böhmer commandant le régiment
  - 500 hommes
- Tulle
  - 40 officiers, colonel Reichmann
  - 600 hommes
- Ussel
  - 180 hommes sous le commandement des lieutenants Hahn puis Wilputz ; ce sont ces hommes qui sont les auteurs de massacre d'Ussel le 10 juin 1944.

Soit environ 1 300 hommes au total

## Composition
Il est composé de 4 bataillons et 15 compagnies
- Le 1er bataillon anciennement nommé Landesschützen-Bataillon 751 (1re, 2e et 3e compagnies) à Dijon en 1943 puis à Clermont-Ferrand en 1944
- Le 2e bataillon anciennement nommé Landesschützen-Bataillon 340 (4e, 5e et 6e compagnies) à Nevers en 1943 puis à Limoges en 1944
- Le 3e bataillon anciennement nommé Landesschützen-Bataillon 758 (7e, 8e et 9e compagnies) à Besançon en 1943 puis à Tulle en 1944
- Le 4e bataillon anciennement nommé Landesschützen-Bataillon 418 (10e, 11e et 12e compagnies, 13e compagnie lourde, 14e compagnie de génie et 15e compagnie) à Marseille en 1944.
- L'état-major se trouva à Marseille en 1943 puis à Brive en 1944